# 井上明美
井上 明美（いのうえ あけみ、1968年12月15日 - ）は、日本の元女優。本名同じ。
熊本県八代市出身。ぐあんばーるに所属していた。

## 来歴・人物
熊本県立八代東高等学校卒業。子供の頃から女優に憧れ、やがて上京。1985年アイドルグループ美少女倶楽部のメンバーとして芸能界デビュー。同年10月5日に発売されたアルバム『美少女』にて、『風はスクリーン』をソロで歌っている。
1986年、新メンバー加入（この時に加入したメンバーの中に、清原和博の元妻・木村亜希がいた）を機にB・C・Gにグループ名を改名・同年2月から9月まで日本テレビ系で放送されたバラエティー番組『ごきげん月曜7時半』にレギュラー出演、同年2月5日・番組のエンディングテーマ曲『いつも両親からイレられる200のCheck』でレコードデビューするものの、番組終了と同時にグループは解散する。
1987年、特撮テレビドラマ『仮面ライダーBLACK』の出演者オーディションに入賞し、秋月杏子役でレギュラー出演。当初は、熊本から出てきたばかりで標準語の発音がうまく行かず苦労したという。また、撮影後期に敢行した北海道ロケが特に印象に残っているという。
その後は、NHK連続テレビ小説『ひらり』などに出演した。
趣味・特技は、テニス、歌唱。憧れの俳優に、岸本加世子と三上博史を挙げている。

## 出演作品

### テレビドラマ
- 仮面ライダーBLACK（1987年 - 1988年、MBS） - 秋月杏子
- トップスチュワーデス物語（1990年、TBS）
- 東京ストーリーズ 第43回「とらぬ男の恋算用」（1990年、CX）
- 眠れない夜をかぞえて（1992年、TBS）
- 連続テレビ小説 / ひらり（1992年 - 1993年、NHK） - 恵子
- ドラマ新銀河 / レイコの歯医者さん（1996年、NHK）
- 金曜時代劇 / 寺子屋ゆめ指南 (1997年 - 1998年、NHK)

### 映画
- 仮面ライダーBLACK（1988年、東映） - 秋月杏子
- 仮面ライダーBLACK 恐怖!悪魔峠の怪人館（1988年、東映） - 秋月杏子

### その他のテレビ番組
- どーする?!TVタックル[3]（ANB）

### 舞台
- ドミネーション[3]